# Ministère de l'Aviation civile égyptien
Le ministère de l'Aviation civile (arabe : وزارة الطيران المدني, anglais : Ministry of Civil Aviation of Egypt ou MCA) est le ministère de l'Aviation civile de l'Égypte. Le ministère a son siège au Caire.
Une filiale, l'Agence de l'Aviation civile (arabe : الهيئة المصرية العامة للطيران المدنى, anglais : Egyptian Civil Aviation Agency ou ECAA), est l'agence de l'Aviation civile.
Le ministère est l'organisme égyptien permanent chargé des enquêtes sur les accidents et les incidents graves en transport public et en aviation générale qui surviennent sur le territoire égyptien.